# 芬克利 (明尼蘇達州)
芬克利（英語：Funkley）是一個位於美國明尼蘇達州貝爾特拉米縣的城市。

## 人口
根據2020年美國人口普查的數據，芬克利的面積為1.96平方千米，當中陸地面積為1.96平方千米，而水域面積為0.10平方千米。當地共有人口18人，而人口密度為每平方千米9人。